# الشيخ زايد (شمال سيناء)
الشيخ زايد إحدى قرى مركز بئر العبد التابع لمحافظة شمال سيناء بجمهورية مصر العربية.